# Prawosławie w Liechtensteinie
Obecność prawosławia w Liechtensteinie wiąże się z białą emigracją rosyjską po rewolucji październikowej, a także z emigracją zarobkową z Grecji i Serbii. Od 1955 opieką nad wiernymi prawosławnymi w tym kraju zajmuje się Federacja Prawosławna, uznawana przez władze państwowe od roku następnego. Koordynuje ona działania kapłanów greckich i serbskich, którzy w najważniejsze święta prawosławne odprawiają Boskie Liturgie w prywatnych cerkwiach domowych w Vaduz i Schaan, przyjeżdżając z parafii w St. Gallen. W 2005 w Liechtensteinie żyło 365 chrześcijan prawosławnych.
Przedstawiciele prawosławia uczestniczą w pracach Grupy Roboczej ds. Wyznań Chrześcijańskich w Liechtensteinie.